# Chunyu (Lindi)
Chunyu è una circoscrizione rurale (rural ward) della Tanzania situata nel distretto di Ruangwa, regione di Lindi. Conta una popolazione di 5 810 abitanti (censimento 2012).